# Jan Frans Boeckstuyns

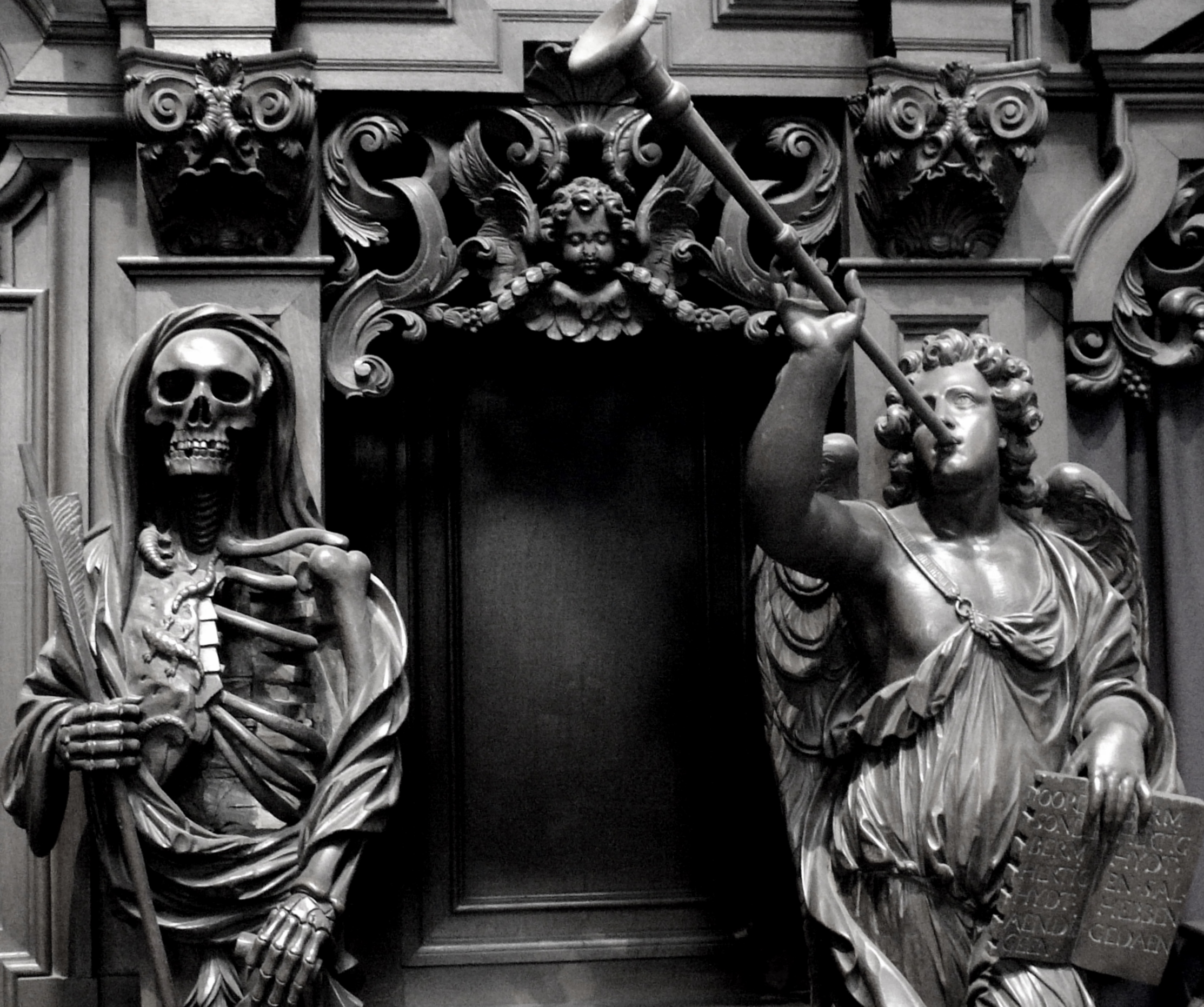
Confesionario (detalle) en la Basílica de Nuestra Señora de Hanswijk

Jan Frans Boeckstuyns, Boekstuijns o Boecxstuyns (Malinas, c. 1650-Malinas 1734) fue un escultor y arquitecto flamenco que pasó la mayor parte de su carrera activa en su ciudad natal, Malinas. También estuvo activo como fabricante de cuero dorado. Si bien creó principalmente muebles y decoraciones para iglesias, también produjo una serie de obras a pequeña escala, incluidos crucifijos y figuras de terracota. Además, diseñó elementos arquitectónicos de edificios. Sus obras muestran una transición del alto barroco hacia un estilo más realista y decorativo más cercano al rococó.

## La vida
Jan Frans Boeckstuyns nació hacia 1650 en Malinas. Hay que distinguirlo del escultor Gillis Frans Boeckstuyns, que fue bautizado en la catedral de San Rumoldo de Malinas el 3 de julio de 1651 y que probablemente era un pariente. Estudió con el destacado escultor de Malinas Lucas Faydherbe. Faydherbe era un escultor de Malinas que había estudiado en el taller de Rubens en Amberes, donde formó parte de los artistas que desarrollaron el estilo barroco flamenco en pintura y escultura. Boeckstuyns se convirtió en maestro del gremio local de San Lucas en 1680. Probablemente continuó trabajando en el taller de Faydherbe después de convertirse en maestro.

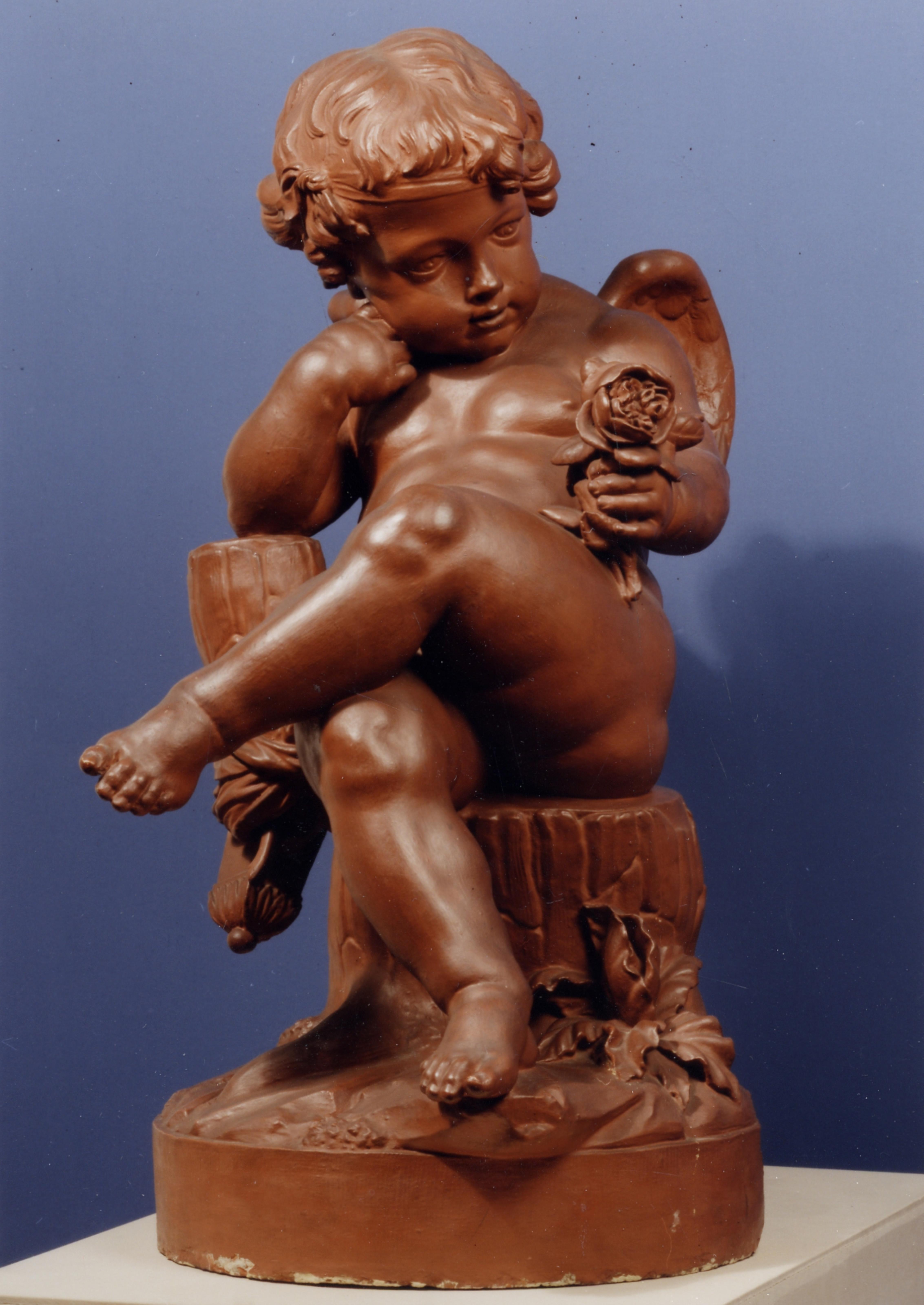
Putto con una rosa

Realizó varios encargos principalmente para la decoración de edificios religiosos y ocasionalmente también para mecenas privados. Sus patrocinadores se encontraban principalmente en Malinas pero también trabajó para patrocinadores de fuera de la ciudad, como lo demuestra su diseño de una linterna para la iglesia de San Pedro en Lovaina.
Varios biógrafos lo describen como un hombre virtuoso y profundamente religioso, dedicado a su arte. Después de la misa dominical, invitaba a su taller a varios niños indigentes y les daba clases gratuitas de modelado y escultura. En 1718, la ciudad de Malinas concedió a Boeckstuyns varios privilegios para la utilización comercial de un nuevo procedimiento de fabricación de cuero dorado. 
Fue el maestro de Theodoor Verhaegen, quien se convertiría en uno de los principales escultores de la arquitectura de la iglesia en los Países Bajos de los Habsburgo del siglo XVII.
Murió el 27 de junio de 1734 de un derrame cerebral mientras asistía a misa en la Catedral de San Rumoldo. Fue enterrado en la misma Catedral.

## Obra
Boeckstuyns es conocido sobre todo por los numerosos tipos de mobiliario para iglesias que creó, como púlpitos, confesionarios, bancos de comunión, altares, tabernáculos, etc. Además, creó obras a pequeña escala que probablemente fueron realizadas para clientes privados. Un ejemplo de estas últimas son un crucifijo de madera de palma (Museo Hof van Busleyden, Malinas) y un putto de terracota que sostiene una rosa (Museo Hof van Busleyden) y un putto con nido de pájaro (Reales Museos de Bellas Artes de Bélgica, Bruselas), que es un buen ejemplo de escultura del Alto Barroco.

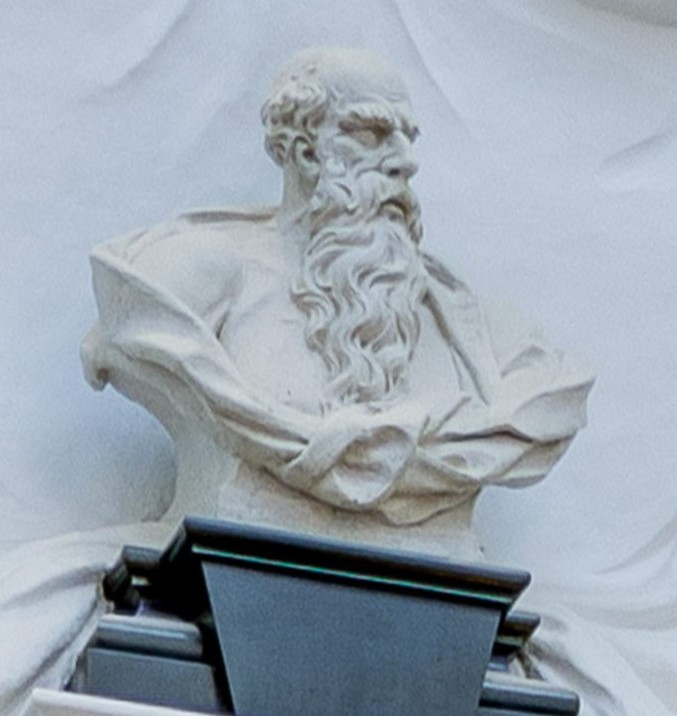
Busto de San Jerónimo, Basílica de Nuestra Señora de Hanswijk

En 1690, Jan Frans Boeckstuyns trabajó con los escultores de Malinas Frans Langhemans y Laurens van der Meulen en la realización del altar mayor de la Iglesia de Nuestra Señora sobre el Dijle (Onze-Lieve-Vrouw over de Dijlekerk) de Malinas.

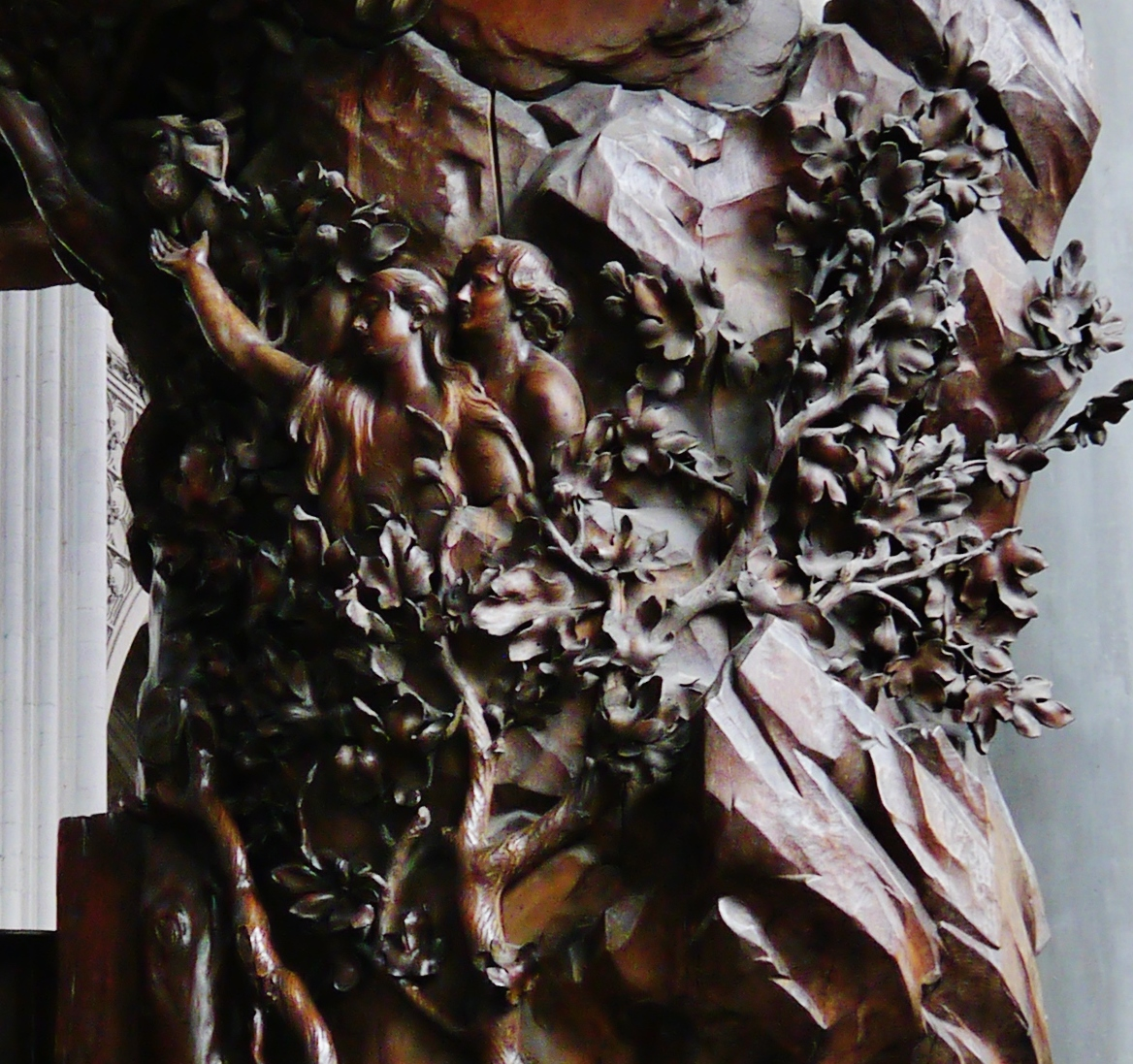
Adán y Eva, púlpito en la Catedral de San Rumoldo

Entre las obras de Boeckstuyns en la iglesia de San Alejo y Catharina (la iglesia del Gran Beguinaje) de Malinas se encuentran un portal en la entrada norte dedicado a Santa Úrsula (1700), un frontón, un confesionario de madera, un banco de comunión y la cabeza de Dios en la fachada de la iglesia. 
A Boeckstuyns se le atribuye la creación del púlpito de madera de la catedral de San Rumoldo. Esta obra también se ha atribuido a Michiel van der Voort el Viejo. Se cree que los dos artistas colaboraron en esta obra con la ayuda de asistentes, entre ellos Theodoor Verhaegen, alumno de Boeckstuyns. Boeckstuyns aportó el diseño original, que fue modificado por van der Voort. El púlpito fue concebido para la pequeña iglesia de Nuestra Señora de Leliendaal, en Malinas, diseñada por el maestro de Boeckstuyns, Lucas Faydherbe. El púlpito es un representante de los púlpitos naturalistas que fueron populares en los Países Bajos de los Habsburgo en el Alto Barroco tardío. Están concebidos como una única gran escultura en la que desaparece la forma constructiva. La parte inferior de la composición simula una roca, en cuyo hueco se encuentra el sujeto principal: San Norberto, que tras ser alcanzado por un rayo, ha sido derribado de su caballo. Por encima de la roca hay dos escenas, el Calvario y la Caída del Hombre. A la derecha del predicador está Jesús como Salvador en la cruz entre la Virgen y San Juan. La humanidad que llora está sentada a los pies de la cruz y levanta sus ojos suplicantes hacia el crucifijo. En el lado izquierdo de la escalera se representa en bajorrelieve un episodio del Génesis. Eva, seducida por la serpiente, que se arrastra por los peldaños pétreos de la escalera, presenta la manzana a Adán. La copa del árbol del Bien y del Mal forma la caja de resonancia. La concepción general del púlpito es ingeniosa y original. Las figuras que lo decoran habrían producido un excelente efecto en la pequeña iglesia claustral a la que estaban destinadas. Cuando se adquirió el púlpito para la catedral de San Rumoldo, en 1809, se pidió al escultor Jan Frans van Geel que lo adaptara a uno de los pilares redondos de la catedral. Se cree que el tabernáculo de madera para el altar de la capilla del Santísimo Sacramento de la catedral de San Rumoldo, fue realizado por Boeckstuyns en 1704.

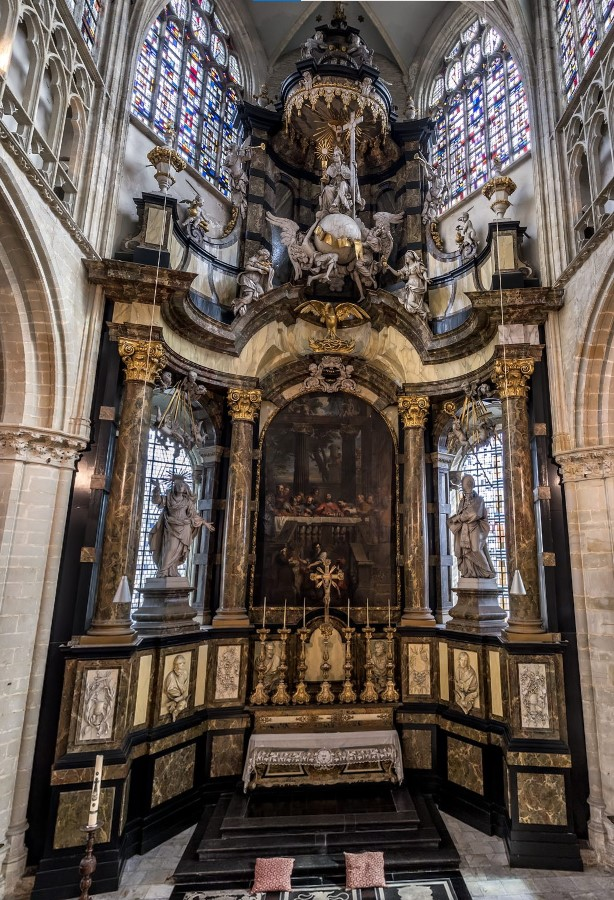
Altar Mayor de la Iglesia de Nuestra Señora sobre el Dijle

En la Basílica de Nuestra Señora de Hanswijk en Mechelen, Boeckstuyns creó tres confesionarios de madera con figuras alegóricas (1690) que dan testimonio de su rica imaginación. Ideó una amplia variedad de expresiones faciales en las figuras incluidas en los confesionarios, desde el pecador que cruza las manos a regañadientes en señal de arrepentimiento hasta el ángel pensativo que sostiene el manto de Verónica. Estos confesionarios, además de tener una estructura clara ya que están empotrados en la pared, muestran una tendencia hacia la representación realista. Además, en su tratamiento decorativo con las consolas, escudos y conchas laboriosamente trabajados, indican un desarrollo en la dirección del rococó. También realizó para la misma iglesia un techo de madera a dos aguas (1712) para un altar realizado anteriormente por Lucas Faydherbe. Los bustos de los padres de la iglesia latinos coronan los cuatro pórticos de la misma iglesia. Los de San Ambrosio y San Agustín son de Lucas Faydherbe y los de San Jerónimo y San Gregorio (ambos de 1729) son de Boeckstuyns. 
Boeckstuyns también dibujó el plano de un muro de la fachada, decorado con una figura de San Sebastián, para la sede del Gremio de Arqueros de Malinas. El diseño demuestra su habilidad como arquitecto. También realizó un modelo para el lucernario del crucero de la iglesia de San Pedro de Lovaina. 